# 暗黒物質
| 暗黒物質は存在するか。仮に存在する場合、その正体は何か。 |

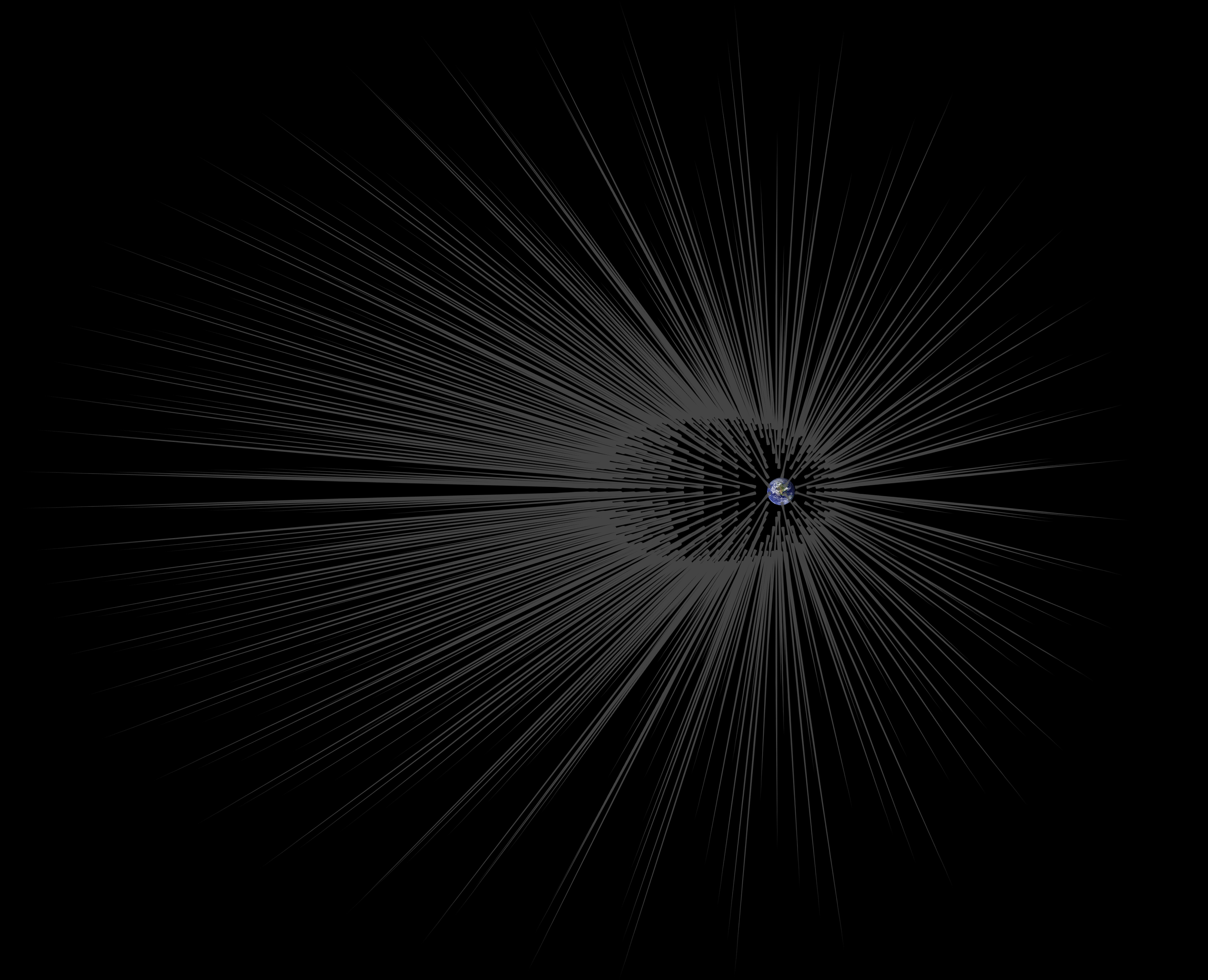
暗黒物質に囲まれた地球の想像図

暗黒物質（あんこくぶっしつ、英: dark matter、ダークマター）は天文学的現象を説明するために考えだされた仮説上の物質。
「質量を持つ」、「物質とはほとんど相互作用せず、光学的に直接観測できない」、「銀河系内に遍く存在する」といった性質が想定される。間接的に存在を示唆する観測事実はあるものの、直接的な観測例は無く、ダークマターの正体も不明である。

## 概要
アンリ・ポアンカレは1902年、著書『科学と方法』で銀河に気体分子運動論を適用した結果が光る星のみを望遠鏡で観測した結果とおおよそ合致していることから、「暗黒なる物質はない、少なくとも光る物質程にはない」と記した。「暗黒物質（英: dark matter）」という語は、太陽系近傍の恒星の運動を観測することで銀河系の力学構造について研究した1922年のヤコブス・カプタインの論文、そして1932年のヤン・オールトの論文の中で用いられている。オールトは太陽近傍での質量密度の推定値として {\displaystyle 0.092M_{\odot }/\mathrm {pc} ^{3}} あるいは {\displaystyle 6.3\times 10^{-24}\,\mathrm {g/cm^{3}} } を得ている。
1933年にフリッツ・ツビッキーは銀河団中の銀河の軌道速度における「欠損質量」（英: missing mass、ミッシングマス）を説明するために仮定した。彼は、ビリアル定理をかみのけ座銀河団に適用し、未観測の質量の証拠を得た（と考えた）。ビリアル定理によると、ビリアル平衡にある天体の質量 {\displaystyle M}, 典型的な距離スケール {\displaystyle R}, 典型的な速度スケール {\displaystyle V} は
{\displaystyle M={\frac {RV^{2}}{G}}}
（{\displaystyle G} は重力定数）という関係にある。ツビッキーは銀河団を構成する8個の銀河について視線方向の速度を測定し、毎秒 1,000 km 程度の速度分散を持つと結論した。一方、ハッブル=ルメートルの法則に基づくかみのけ座銀河団までの距離の推定値からかみのけ座銀河団の大きさを約 1 Mpc と見積もることができる。ビリアル定理によるとこれらの値から銀河団の質量は {\displaystyle 3\times 10^{14}M_{\odot }}（{\displaystyle M_{\odot }} は太陽質量）と見積もられ、光で観測できる銀河の質量の総和 {\displaystyle \sim 10^{12}M_{\odot }} を大幅に上回る。これは「質量欠損問題（英: missing mass problem）」として知られている。ツビッキーはこのことから目に見えない物質すなわち暗黒物質（ドイツ語: dunkle Materie）が存在するはずであると推測した。この成果は Helvetica Physica Acta からドイツ語で出版された。
1936年にツビッキーの同僚の Sinclair Smith はおとめ座銀河団に関して同様の解析を30個の銀河を用いて行い、ほぼ同様の結果を得た。1937年にツビッキーはこれらの成果をよりメジャーなアストロフィジカルジャーナルに投稿し、かみのけ座銀河団の質量光度比はおよそ 500 以上であり、天の川銀河における太陽系近傍の質量光度比の数百倍であると主張した。なおツビッキーは暗黒物質以外の可能性として、銀河質量がその光度から推定される値よりも大きいか現在で言う銀河間物質（銀河団ガス）が豊富に存在する可能性、そして銀河団スケールでニュートン重力が破綻し逆二乗則ではなくなる可能性をも指摘している。
Erik Holmberg は1940年にツビッキーが用いた銀河は銀河団に重力的に束縛されていないと唱えて、ツビッキーの主張に反論した。マーティン・シュヴァルツシルトはそのような銀河を除外した上で、しかし依然として高い質量光度比を持つと1954年に推定した。その後1950年代には銀河団の質量光度比の問題に関する多くの研究が行われるようになった。これにはヴィクトル・アンバルツミャン、ジェフリー・バービッジとマーガレット・バービッジ、D. Nelson Limberらが含まれる。1961年にサンタバーバラで開催された会議では、大きな質量光度比は光で検出されない銀河間物質が寄与しているためという可能性が支持を集めた。しかしながら、アーノ・ペンジアス、Herbert Rood、Neville Woolf、Barry E. Turnrose & Herbert Roodといった研究を経て、1971年に John F. Meeking らはかみのけ座銀河団をX線で観測し高温の銀河団ガスの質量は銀河団が重力的に束縛されているために必要な値の2%しかないことを示した。
その後、宇宙の暗黒物質の存在を示唆する観測が報告されている。銀河の回転速度、弾丸銀河団のような銀河団による背景物体の重力レンズ効果、そして銀河および銀河団を取り巻く熱い気体の温度分布などの観測結果である。暗黒物質の存在の「間接的な発見」は、1970年代にヴェラ・ルービンによる銀河の回転速度の観測から指摘された。水素原子の出す21cm輝線で銀河外縁を観測したところ、ドップラー効果により星間ガスの回転速度を見積もることができた。彼女はこの結果と遠心力・重力の釣り合いの式を用いて質量を計算できる、と考えた。すると光学的に観測できる物質の約10倍もの物質が存在するという結果が出た。この銀河の輝度分布と力学的質量分布の不一致は銀河の回転曲線問題と呼ばれている。この問題を通じて存在が明らかになった、光を出さずに質量のみを持つ未知の物質が暗黒物質と名付けられることとなった。
暗黒物質が存在する場合、その質量により光が曲げられ、背後にある銀河などの形が歪んで見える重力レンズ効果が起こる。銀河の形の歪みから重力レンズ効果の度合いを調べ、そこから暗黒物質の3次元的空間分布を測定することに日米欧の国際研究チームが初めて成功したことが2007年1月に科学誌『ネイチャー』に発表された。同年5月15日のアメリカ航空宇宙局の発表によれば、米ジョンズ・ホプキンズ大学の研究チームがこれを利用して、ハッブル宇宙望遠鏡で暗黒物質の巨大なリング構造を確認したという。同研究チームは、10億〜20億年前に2つの銀河団が衝突した痕跡で直径が約260万光年、衝突によりいったん中心部に集まった暗黒物質がその後徐々に環状に広がっていったもの、とした。
2013年4月3日、欧州合同原子核研究機関において、サミュエル・ティン（マサチューセッツ工科大学教授）らの研究グループが「暗黒物質が実際に存在する可能性を示す痕跡を発見した」と発表した。国際宇宙ステーション（ISS）に取り付けたアルファ磁気分光器を使い、陽電子を観測した。暗黒物質がニュートラリーノであると仮定すると、互いに衝突して消滅する際に陽電子が飛び出すと考えられている。

## 宇宙に占める暗黒物質の割合の推定
1986年に宇宙の大規模構造が発見された。このような構造を形成するための宇宙の物質の総量が見積もられたが、予想よりも質量が少ないため構造の成長には、ハッブル則から導かれる宇宙の年齢（ハッブル時間）：100億 - 200億年 よりも、さらに長い時間を要すると計算された（質量欠損問題）。この少なすぎる質量を補うものとして、それまでにいくつかの研究で提案されていた暗黒物質（英: dark matter、ダークマター）の存在が仮定された。この仮定は、いくつかのシミュレーションによってもハッブル則の範囲内で現在のような銀河集団の泡構造が出来上がることを支持している（例としてなど。）。
その後、宇宙の加速膨張が発見され、さらにインフレーション理論の説明のためダークエネルギーの概念が導入された。宇宙背景放射を観測するWMAP衛星の観測に基づいて、宇宙全体の物質エネルギーのうち、74%が暗黒エネルギー、22%が暗黒物質で、人類が見知ることが出来る物質の大半を占めていると思われる水素やヘリウムは4%ぐらいでしかない、と説明されるようになってきている。この観測結果は、宇宙の大規模構造のシミュレーションから予測されているダークマターの値と、ほぼ一致している。このように2つの方法から推測したダークマターの量がほぼ合うということから、この考えに妥当性がある、と考えられている。2013年3月、欧州宇宙機関はプランクの観測結果に基づいて、ダークマターは26.8%、ダークエネルギーは68.3%、原子は4.9%と発表した。

## 暗黒物質の候補
暗黒物質とは具体的に何で構成されるのかについては現状不明であるが、後述のように複数の候補が挙がっており、大別して素粒子論からの候補と天体物理学からの候補に分けることができる。また、熱い暗黒物質と冷たい暗黒物質の2種類に分けることもある。
素粒子論からの候補はWIMPと呼ばれ、天体物理学からの候補はMACHOと呼ばれる。また、宇宙の晴れ上がりの時に、その暗黒物質の運動エネルギーが質量エネルギーを上回っていた場合は熱い暗黒物質、そうではないものを冷たい暗黒物質と呼ぶ。2010年代時点では冷たい暗黒物質シナリオが有力視されているが、その候補粒子は未だ検出されていない。

### 素粒子論からの候補
ニュートリノ以外は、存在が未確認であり、推測や予言の域を出ず、実在しない可能性を持つ候補もある。
ニュートリノ
熱い暗黒物質の代表例。従来ニュートリノの質量は0であると思われていたが、1996年から1998年にかけての東大宇宙線研究所による観測によって質量を持っている事が証明された。ニュートリノは宇宙全体に存在する数が非常に多い（計算では〜100個/cm3）ので、質量が10eV程度あれば暗黒物質の候補になるとされていた。しかしながら、ニュートリノの寄与は臨界密度の高々1.5%程度であることが分かってきたので、現在では主要な暗黒物質であるとは考えられていない。さらに、ニュートリノが暗黒物質の主成分だとすると銀河形成論的に支障が生ずる。銀河団以下のスケールの構造が生まれなくなってしまうのである（英: free streaming mixing）。これは、ニュートリノ同士の相互作用がほとんど無く互いに通り過ぎてしまい、圧力が生じないことによる。従って、ニュートリノ説は否定された。
ニュートラリーノ
超対称性粒子のうち、電気的に中性である粒子。超対称性粒子は現在見つかっていないことから不安定であると考えられており、宇宙の初期にほとんどが通常の素粒子と、より軽い超対称性粒子に崩壊していったと考えられている。しかし、超対称性粒子に特有のRパリティ保存則により、最も軽い超対称性粒子（英: Lightest Supersymmetric Particle、LSP）は崩壊できず宇宙に残っていると考えられている。電荷を持つLSPがあるならば既に見つかっているであろうから、現在考えられている宇宙暗黒物質としてのLSPは電荷を持たないLSPである。ニュートラリーノの質量は数GeV〜数百GeVの範囲で原子核との散乱断面積は10-4以下と考えられている。
アキシオン
冷たい暗黒物質の代表例。強い相互作用を記述する量子色力学に関連してその存在が期待されている仮説上の素粒子。その質量は {\displaystyle m_{a}} は {\displaystyle 10^{-6}eV/c^{2}<m_{a}<10^{-3}eV/c^{2}} と想定される。
ミラーマター
パリティ対称性を保つように標準模型を拡張したとき、その存在が予言される物質。重力の他は、光子-ミラー光子混合、ヒッグス-ミラーヒッグス混合を経由した相互作用しかしないため、もし存在したとしても、見ることも触ることも（どちらも光子を媒介とした電磁気力による相互作用である）不可能。重力レンズ効果の観測や、重力波干渉計などを用いた観測が期待される。
LKP
Lightest KK Particleの略。特定の高次元模型では標準模型と同じ電荷を持ち質量のみが異なるKK粒子の内最も軽いものが、余剰次元方向に対する運動量保存則により安定となる。LKPが中性だった場合暗黒物質の候補となるが、その質量は余剰次元の直接検証等から最低でも600GeV程度以上となり非常に冷たい暗黒物質となる。

### 天体物理学からの候補
いずれもバリオンからなる。ビッグバン仮説においては、バリオンの存在量が予言できる。その値は、臨界密度の4%程度である。ところが、実際の宇宙の物質密度は臨界密度の22%程度であると見積もられている。したがって、以下の候補を全て考慮に入れたとしても元々のバリオンの量が足りない。そのため、非バリオン暗黒物質の存在を仮定する必要があることに変わりはない。
ブラックホール
恒星質量ブラックホールは、超新星爆発のときに生成される。質量が太陽の数百万倍から数十億倍もあるような超大質量ブラックホールは銀河中心で観測されているが、まだ成因はよく分かっていない。恒星質量ブラックホールが銀河系内にいくつくらい存在するのか、その質量分布がどのような物か、等も未だ明らかではないため、これは暗黒物質の候補となる。また、原子核大のマイクロブラックホールも多量に存在しているかも知れない。さらに、宇宙誕生後3分頃に生成されたブラックホールについては、上記のバリオン存在量の制限から逃れることができる。だが、ブラックホールの質量はダークマターに匹敵するものではないため、可能性は低いとされる。
白色矮星・中性子星
比較的小質量の恒星が燃え尽きると白色矮星・中性子星になる。こうした星が自分で出す光が小さい場合、暗黒物質の候補となりうる。
褐色矮星
恒星誕生の際、核融合が起こるほどのガス質量がなかった場合、明るく輝かないために観測は困難となる。近年、観測精度の向上によって褐色矮星が観測されるようになった。一般的に恒星は質量の小さいものほど存在頻度が増えるため、質量の低下とともに存在頻度が急増するような質量分布となっていた場合、不可視の褐色矮星が大量に存在し、銀河系の総質量に大きな寄与をするのではないかという予想は褐色矮星がまだ実際に観測されるようになる以前の時代から存在していた。その後観測技術の向上と観測の蓄積で褐色矮星の質量分布を推定可能になると、質量の低下に伴う存在頻度の上昇率は当初の予想ほど大きくなく、むしろ、ある質量を下回ると存在頻度が減少していくことが明らかになり、褐色矮星は暗黒物質の質量に大きく寄与していないことが示唆されている。星形成領域や太陽系近傍のサーベイによれば恒星と褐色矮星の個数の比率は5:1前後という共通した結果が得られており、褐色矮星は恒星の数分の一の個数しか銀河系に存在していないことが示されている。
惑星
観測できる多数の恒星がそれぞれ観測できない惑星を持っている可能性があり、これが暗黒物質の候補になる。
MACHO
Massive Astrophysical Compact Halo Objectの略。銀河ハロー内に存在する、小さくて光学的に観測の不可能（あるいはきわめて困難）な天体の総称。上記の白色矮星、恒星ブラックホールもその一種である。

## 「暗黒物質」という考え方への反論
プラズマ宇宙論を用いると、直接観測できない正体不明のダークマターの存在を無理に仮定しなくても、銀河の回転曲線問題などを綺麗に説明できる。またこの理論はビッグバンの存在を否定する。しかし宇宙マイクロ波背景放射に関する観測事実を上手く説明できないことや、ビッグバン仮説を裏付ける多くの観測事実が存在するため、現在ではあまり議論の俎上に登らない理論である。

## 探索の歴史
いくつかの方法で探索が行われている。
1. 加速器実験：大型ハドロン衝突型加速器などの加速器により人工的に暗黒物質を生成。暗黒物質は大きなエネルギーを持ち去るので、Missing energy を検出する[34]。
2. 間接実験：暗黒物質同士の対消滅により発生するエネルギー（粒子）を観測する[34]。
3. 直接検出実験：暗黒物質による原子核の反跳を観測する[34]。
  - 暗黒物質と通常の物質によって発生するエネルギーを観測する事で[35]、複数の観測方法が提唱されている[34][28][36]。しかし観測されるエネルギー（信号）は、背景ノイズとして存在しているガンマ線や中性子による原子核反跳と暗黒物質由来の原子核反跳は区別が付かない。そのため暗黒物質由来の信号を得るためには背景ノイズの低減が課題である。また観測機器を構成する機器の材料中の放射性物質（放射性同位体）もノイズとして大きな影響を与えている[28]。

- 1980年代 - ゲルマニウム半導体検出器を使用し、暗黒物質と通常の物質の反応断面積に上限があることが判明した[35]。
- 1998年 - イタリアの研究グループ（DAMA）が、6月に最大となり12月に最小となる季節変動があることを報告した[35][37]。しかし他機関による研究では否定的な結果が得られている[38][39]。
- 2000年 - DRIFTが観測開始。
- 2003年 - CDMS（英語版）が観測開始。
- 2010年 - XMASSが観測開始。
- 2019年 - 重力波望遠鏡を使用した観測方法が提案された[40]。

| 実験名称  | 方法                   | 標的                    |
| --------- | ---------------------- | ----------------------- |
| DAMA      | シンチレーション       | NaI（ヨウ化ナトリウム） |
| CoGeNT    | 電離                   | Ge（ゲルマニウム）      |
| CDMS      | フォノン、電離         | Ge                      |
| EDELWEISS | フォノン、電離         | Ge                      |
| XENON     | シンチレーション、電離 | Xe（キセノン）          |
| XMASS     | シンチレーション       | Xe                      |

※中山和則(2011)「暗黒物質直接検出の現状と展望 （解説）」より引用。